# Ṳ̀
Cette page contient des caractères spéciaux ou non latins. S’ils s’affichent mal (▯, ?, etc.), consultez la page d’aide Unicode.
Ṳ̀ (minuscule : ṳ̀), appelé U tréma souscrit accent grave, est un graphème et une lettre additionnelle de l’alphabet latin utilisée dans l’écriture du mindong. Elle est composée d’un U, d’un tréma souscrit et d’un accent grave.

## Représentations informatiques
Le U tréma souscrit accent grave peut être représenté avec les caractères Unicode suivants : 
- composé et normalisé NFC (latin étendu additionnel, diacritiques)[1],[2] :

| formes    | représentations | chaînes de caractères | points de code | descriptions                                                      |
| --------- | --------------- | --------------------- | -------------- | ----------------------------------------------------------------- |
| capitale  | Ṳ̀               | Ṳ◌̀                    | U+1E72 U+0300  | lettre majuscule latine u tréma souscrit diacritique accent grave |
| minuscule | ṳ̀               | ṳ◌̀                    | U+1E73 U+0300  | lettre minuscule latine u tréma souscrit diacritique accent grave |

- décomposé et normalisé NFD (latin de base, diacritiques) :

| formes    | représentations | chaînes de caractères | points de code       | descriptions                                                           |
| --------- | --------------- | --------------------- | -------------------- | ---------------------------------------------------------------------- |
| capitale  | Ṳ̀               | U◌̤◌̀                   | U+0055 U+0324 U+0300 | lettre majuscule u diacritique tréma souscrit diacritique accent grave |
| minuscule | ṳ̀               | u◌̤◌̀                   | U+0075 U+0324 U+0300 | lettre minuscule u diacritique tréma souscrit diacritique accent grave |